# Язык дельфинов
Язы́к дельфи́нов — система общения у дельфинов.

## Классификация
У них примерно столько же уровней организации звуков, сколько и у человека: шесть, то есть звук, слог, слово, фраза, абзац, контекст, есть свои диалекты.
Язык дельфинов можно разделить на 2 группы:
- Язык жестов (язык тела) — различные позы, прыжки, повороты, различные способы плавания, знаки, подаваемые хвостом, головой, плавниками.
- Язык звуков (собственно язык) — звуковая сигнализация, выраженная в виде звуковых импульсов и ультразвука. Примерами таких звуков могут быть: щебет, жужжание, визги, скрежет, щёлканье, чмоканье, скрипы, хлопки, писк, рёв, вопли, крики, кваканье, свисты.

Наиболее выразительными являются свисты, которых у дельфинов насчитывается 32 вида. Каждый из них может обозначать определённую фразу (сигналы боли, тревоги, приветствия и призывный клич «ко мне» и т. д.). Учёные исследовали свист дельфинов, применив метод Ципфа, и получили такой же коэффициент наклона, что и у человеческих языков, то есть свист можно признать несущим информацию. В последнее время у дельфинов обнаружено около 180 коммуникационных знаков, которые пытаются систематизировать, составляя словарь общения этих млекопитающих. Предположительно язык дельфинов является звуко-графическим, и часть передаваемых сигналов являются аналогами эхо-сигналов, получаемых дельфинами от различных предметов.
Полагается, что словарный запас дельфинов достигает до 14 000 звуковых сигналов. Многие из этих сигналов, испускаемые на ультразвуковых частотах, недоступны человеческому слуху.
Однако, несмотря на многочисленные исследования, полностью расшифровать язык дельфинов до настоящего времени так и не удалось.

## Имена у дельфинов
У каждого дельфина есть своё имя, на которое он откликается, когда к нему обращаются сородичи. К такому выводу пришли американские учёные, результаты исследования которых были опубликованы в вестнике Национальной академии наук США (PNAS). Более того, специалисты, проводившие свои эксперименты в американском штате Флорида, установили, что имя даётся дельфину ещё при рождении и представляет собой характерный свист.
Учёные поймали сетями на воле 14 светло-серых афалин и записали различные звуки, издаваемые этими млекопитающими в процессе их общения между собой. Затем с помощью компьютера из записей были вычленены «имена». Когда имя «проигрывалось» для стаи, на него отзывалась конкретная особь. «Имя» дельфина представляет собой характерный свист, средняя продолжительность которого — 0,9 секунды.